# 골드마인 (래퍼)
골드마인은 대한민국의 래퍼다. 2018년 싱글 《We need a cash》로 데뷔했다.

## 방송
- 하고싶은말을해라 2 (2021) - Top20